# 月輪氏賢
月輪 氏賢（つきのわ うじまさ、永正元年〈1504年〉 - 大永6年6月17日〈1526年7月26日〉）は、戦国時代の公家。参議・月輪基賢の子。官位は正五位下・侍従。

## 経歴
各種系図では参議・月輪基賢の子とされるが、基賢は永享8年（1436年）に出家している一方で、氏賢の生年は永正元年（1504年）とされることから、年代的に合わない。月輪家輔（享徳4年〔1455年〕薨去）以降、中絶していた月輪家を他家から相続したものと考えられる。
従五位下・侍従に叙任された後、永正18年（1521年）従五位上、大永5年（1525年）正五位下と昇進するが、大永6年（1526年）6月17日卒去。享年24。氏賢に子孫はなく、月輪家は断絶した。

## 官歴
『系図纂要』による。
- 時期不詳：従五位下。侍従
- 永正18年（1521年） 4月2日：従五位上
- 大永5年（1525年） 正月9日：正五位下
- 大永6年（1526年） 6月17日：卒去